# Patanuka
Patanuka (nep. पतनुका) – gaun wikas samiti w środkowej części Nepalu w strefie Dźanakpur w dystrykcie Dhanusa. Według nepalskiego spisu powszechnego z 2011 roku liczył on 626 gospodarstw domowych i 3487 mieszkańców (1742 kobiety i 1745 mężczyzn).